# Ariciella
Ariciella is een geslacht van insecten uit de familie van de echte vliegen (Muscidae), die tot de orde tweevleugeligen (Diptera) behoort.

## Soort
- A. rubripalpis (Wulp, 1896)